# Деколатура
Деколату̀ра (на италиански: Decollatura) е община в Южна Италия, провинция Катандзаро, регион Калабрия. Разположено е на 765 m надморска височина. Населението на общината е 3212 души (към 2012 г.).
Административен център е село Casenove, Казенове.